# Image Analysis & Stereology
Image Analysis & Stereology (kratica IAS), prej Acta Stereologica, je revija strokovno pregledanih znanstvenih člankov, ki jo izdaja neodvisna neprofitna založba DSKAS. Je uradno glasilo Mednarodnega društva za stereologijo in analizo slike. Revija objavlja članke z vseh področij slikovnega zajemanja, analize in obdelave slik.

## Zgodovina
Revija Acta Stereologica bila zasnovana na Evropskem simpoziju za stereologijo leta 1981. Miroslav Kališnik, glavni urednik jugoslovanske revije Stereologia Iugoslavica in Gerhard Ondracek, urednik revije Newsletter in Stereology, sta se odločila združiti moči obeh revij in ustanoviti novo mednarodno revijo. Novo revijo je prvih 17 let urejal prof. Kališnik, nato pa 17 let dr. Eržen. Predsednik Mednarodnega združenja za stereologijo (zdaj ISSIA) Hans Eckart Exner je sprejel novo revijo kot uradno glasilo ISSIA. Lastnik (založnik) nove revije je bila sprva Stereološka sekcija Jugoslovanskega združenja anatomov, zdaj samostojno društvo DSKAS.

### Uredniki
Doslej so bili glavni in odgovorni uredniki revije:
- 1982-1999: Miroslav Kališnik
- 1999-2016: Ida Eržen
- 2016–trenutno: Marko Kreft

## Povzemanje in indeksiranje
Revija je indeksirana in povzeta v naslednjih podatkovnih zbirkah:
- Cabell Publishing
- Cambridge Scientific Abstracts
- Chemical Abstracts
- Current Contents/Engineering Computing and Technology
- Current Index to Statistics
- DOAJ
- EBSCO
- INSPEC
- Journal Citation Reports/Science Edition
- Mathematical Reviews
- MathSciNet
- Medical Journal Links
- METADEX
- Referativnyj Zhurnal
- Science Citation Index Expanded
- SCOPUS
- Web of Science
- Zentralblatt MATH